# Passion (émotion)
Pour les homonymies, voir Passion.

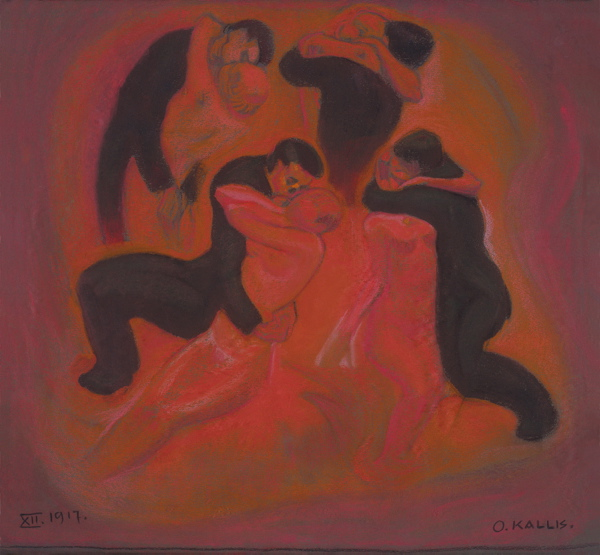
Tableau illustrant la passion du peintre Oskar Kallis.

La passion est une très forte émotion tournée vers une personne, un concept, ou un objet produisant un déséquilibre psychologique (l'objet de la passion occupe excessivement l'esprit).
La passion se traduit en effet par un sentiment d'excitation inhabituelle alternant plaisir et souffrance du fait de la baisse importante de la sérotonine (neuromédiateur responsable de l'état émotionnel de bonheur) et de l'augmentation de la dopamine (neuromédiateur provoquant la sensation de plaisir) qui active le système de récompense. Ce mécanisme est particulièrement marqué dans le cas de la passion amoureuse. La personne passe ainsi généralement d'un état d'euphorie à une sensation de manque vis-à-vis de l'individu (dans le cas de la passion amoureuse), de l'activité ou de l'objet sur lequel elle se focalise. Dans les cas les plus extrêmes, la passion peut donner lieu à une situation d'obsession (dont l'amour obsessionnel et la dépendance affective) et de dépendance conduisant la personne qui la connaît à faire des choix néfastes, opposés à son bonheur, à ses intérêts ou à ceux de ses proches.
La représentation de la passion, et avant tout de la passion amoureuse, est un thème central dans le champ artistique notamment dans l'opéra et le théâtre dans lequel elle culmine avec les œuvres tragiques. Ainsi dans les grands classiques de la culture traitant de la passion comme Roméo et Juliette,  Tristan et Iseut ou Phèdre, les amants se retrouvent torturés par l'alternance de plaisir et de souffrance qu'elle provoque dans leur vie et finissent par mettre fin à leurs jours.
Dès l'Antiquité grecque, la philosophie s'est intéressée aux passions, à leur nature, à la distinction entre différentes passions, et aux moyens de les maîtriser. La définition philosophique de la passion est plus étendue que la définition populaire courante et n'est pas réduite à l'attirance pour un objet, un concept ou une personne. Ainsi, une colère irrationnelle, occupant excessivement l'esprit d'un individu et conduisant à la poursuite d'une vengeance contraire aux intérêts de cet individu sera considérée comme une passion sur le plan philosophique.

## Définition
Une passion se définit comme une forte attirance pour une activité, un objet ou une personne que l'on aime, que l'on trouve important, et dans laquelle on investit beaucoup de temps et d'énergie. Une passion peut être orientée vers une personne, un groupe de personnes, une activité (la pratique d’un sport par exemple) ou des objets (p. ex., les voitures ou une collection de timbres).
Selon la conception dualiste des passions, la passion peut soit être en harmonie avec les autres dimensions de la personnalité, soit être en conflit avec celles-ci et dès lors générer de la souffrance et une forme de désadaptation. Cette conception distingue dès lors passion harmonieuse et passion obsessive.

## Passion amoureuse
La passion amoureuse est une passion dirigée vers un individu et en lien avec l'existence d'un sentiment amoureux. Très intense, elle est perçue comme une focalisation incontrôlable sur l'autre dans laquelle se succèdent plaisir et souffrance. Selon Frank Tallis, les symptômes suivants se retrouvent très fréquemment  :
- Euphorie, humeur anormalement élevée, estime de soi exagérée ;
- Envie de pleurer ;
- Insomnies ;
- Difficultés de concentration ;
- Troubles de l'appétit ;
- Stress (pression artérielle élevée), douleurs dans la poitrine ;
- Trouble obsessionnel-compulsif (soucis et préoccupations superficiels, parfois avec thématiques superstitieuses).

L'intensité de la passion amoureuse dépendrait, au moins en partie, du contexte socioculturel. En effet, il est observé que dans les sociétés où la proximité physique entre les individus ainsi que l’activité érotique se déroulent simplement et quotidiennement, l’effet de la passion amoureuse est moins marqué et plus « apaisé » que dans la société occidentale. De nombreux aspects de la passion amoureuse (altération de l’état mental, difficulté à avoir un raisonnement rationnel, exaltation de l’humeur, pensées intrusives de l’objet aimé…) sont identiques à certains troubles psychiques (observés par exemple dans les troubles bipolaires et obsessionnels-compulsifs). Plus concrètement, les niveaux de sérotonine (le neuromédiateur qui provoque l'état de bonheur) des personnes amoureuses passionnées diminuent jusqu'à des niveaux retrouvés chez les patients atteints de trouble obsessionnel-compulsifs. Des études réalisées sur des personnes qui se disaient être « vraiment, follement, profondément » amoureuses, ont ainsi montré une activité cérébrale dans plusieurs structures communes avec la neuroanatomie du trouble obsessionnel–compulsif (TOC), par exemple, le cortex cingulaire antérieur et le noyau caudé. Parallèlement à cette baisse de la sérotonine, on assiste à une hausse de la production de dopamine, neuromédiateur provoquant la sensation de plaisir et favorisant la prise de risques.

### Mécanismes neurochimiques
L'étude de la passion amoureuse a permis de mettre en évidence le rôle de neurotransmetteurs tels que la dopamine, qui active le circuit de la récompense et qui rend l'expérience de l'amour similaire à l'euphorie associée à l'utilisation de substances comme la cocaïne ou l'alcool.
L'afflux de dopamine induit une augmentation de l'ocytocine et de la vasopressine, ainsi qu'une diminution du niveau d'activité de l'amygdale.

### Régions cérébrales impliquées
Les recherches indiquent que des régions telles que l'insula médiale, le cortex cingulaire antérieur et l'hippocampe, ainsi que des parties du striatum et probablement aussi le noyau accumbens, jouent un rôle crucial dans l'expérience de la passion amoureuse. Ces zones constituent des régions clés du système de récompense, produisant des sensations d'exaltation et d'euphorie.

### Similarités entre Passion et Addiction
Une enquête sur la relation entre l'amour passionnel et l'addiction a révélé des avancées permettant d'examiner ces deux états du point de vue neurobiologique, en comparant les distinctions cliniques, neuropsychologiques, neurobiologiques et d'imagerie entre « l'amour passion » et « l'addiction à l'amour ».

## Évocations
Dans son sketch, Le prof de français, l'humoriste Élie Kakou définit le roman Le Rouge et le Noir de Stendhal par un seul mot : « Passion ».